# Tradegood
Tradegood是尽责买家及可信供应商交流沟通，了解彼此供应链的采购社区，网络遍及全球100多个国家。借助其全球网络、供应链关系及高质量的信息，帮助供应链上各层级的企业实现合理经营，旨在为尽责买家和可信供应商搭建沟通桥梁。
它的前身为iSupplier Intelligence(ISI)，新品牌Tradegood带来同样的可视性、联系和真确性，更多了品牌的灵魂——一张笑脸。就买家来说，他们往往希望在作出采购决定前，准确了解供应商概况、生产量、能力及资质等信息。通过Tradegood，买家确保与通过验证的合法供应商合作。供应商方面，Tradegood帮助供应商通过含资质、认证和证书等数据的文件系统向买家展示自己。
Tradegood是一个由真实公司、真实人员、真实的产品和服务所组建的社群。  作为英国富时成分股100强上市公司Intertek(代码ITRK.L)旗下的B2B商贸平台，  凭借Intertek在检测认证等领域超过130年专业经验，Tradegood可以为供应商提供在质量、社会、环境和安全领域方面的全方位认证服务，助他们提升资质、建设能力——而所有的这些都将影响到买家的采购决定。Tradegood信息是经过验证的、真实的、准确的，藉此使买家提高采购效率，能够在全球行业和市场中迅速识别可信赖的匹配供应商。
Tradegood社区包括了来自超过300多个著名品牌和零售商的3,000多个买家，以及来自100个国家的100,000家供应商。Tradegood受到各方的信赖，包括一些全球大型品牌、知名买家和供应商群体，例如国际社会责任认证组织(WRAP)、澳大利亚纺织和服装工业委员会(TFIA)，以及孟加拉国服装制造和出口商协会(BGMEA)。
Tradegood Café 亦同时间与Tradegood发布，以视频会议设备，为买家和供应商提供一个会谈空间，打破商贸配对的时间和地点局限。

## 歷史
Tradegood 在2012年8月于美国拉斯维加斯的 SOURCING at MAGIC 展览隆重推出，为过百国际买家和供应商所认识。
在正式发布前，Tradegood亦已登陸到各买家和供应商的集中地：
| 2012年 | 2012年                                                   |
| ------ | -------------------------------------------------------- |
| 6月    | 泰国曼谷                                                 |
| 5月    | 菲律宾马尼拉/印尼万隆及爪哇/澳大利亚悉尼及墨尔本 /       |
| 1月    | 英国伦敦/法国巴黎/意大利米兰/德国法兰克福/瑞典斯德哥尔摩 |
| 2011年 |                                                          |
| 12月   | 土耳其伊斯坦堡/台湾台北                                  |
| 11月   | 越南河内及胡志明市                                       |
| 10月   | 印度邦加罗尔及新德里/孟加拉达卡                          |
| 3月    | 中国香港及上海                                           |

## 《商貿‧鏈》雜誌
Tradegood出版中英文《商貿‧鏈》季度雜誌，內容涵蓋市場分析、行業資訊、法規信息、生活消閒及Tradegood動態。中文版《商貿‧鏈》免費贈予Tradegood會員，英文版“Business Chain”則於蘋果iBookstore上供全球50個國家人士免費下載。

### 中文版
| 期數 | 出版日期   | 封面專題                        |
| ---- | ---------- | ------------------------------- |
| 1    | 2012年7月  | 中印棉紡政策 為紡織業帶來新啟示 |
| 2    | 2012年11月 | 大象與螞蟻的親密關係            |
| 3    | 2013年2月  | 印度–一個不能忽視的國度         |
| 4    | 2013年6月  | 美國製造 標簽背後的故事         |
| 5    | 2013年9月  | 全球製造霧霾之後能否見晴天      |

### 英文版
| 期數 | 出版日期   | 封面專題                                                                    |
| ---- | ---------- | --------------------------------------------------------------------------- |
| 1    | 2012年11月 | World Consumer Markets Drift in 2012 - with Some Exceptions                 |
| 2    | 2013年2月  | India - The Next Source of Growth?                                          |
| 3    | 2013年5月  | US Fashion: The Value of a 'Made in USA' Label and the American Story       |
| 4    | 2013年8月  | Bangladesh's Latest Tragedy: Are Things Really About to Change?             |
| 5    | 2013年11月 | Transatlantic Trade and Investment Partnership: The End of Multilateralism? |

## 外部連結
Tradegood 中文官方网站

苹果iBookstore Business Chain 第一期（页面存档备份，存于）

苹果iBookstore Business Chain 第二期（页面存档备份，存于）

苹果iBookstore Business Chain 第三期（页面存档备份，存于）

苹果iBookstore Business Chain 第四期（页面存档备份，存于）

苹果iBookstore Business Chain 第五期（页面存档备份，存于）

Intertek 中文官方网站（页面存档备份，存于）